# Moncestino
Moncestino (piemontiul: Moncistin) település Olaszországban, Piemont régióban, Alessandria megyében. Lakosainak száma 189 fő (2023. január 1.).